# Eriospermum ratelpoortianum
Eriospermum ratelpoortianum är en sparrisväxtart som beskrevs av Pauline Lesley Perry. Eriospermum ratelpoortianum ingår i släktet Eriospermum och familjen sparrisväxter. Inga underarter finns listade i Catalogue of Life.